# Черкаська загальноосвітня школа № 6
Черкаська загальноосвітня школа І-ІІІ ступенів № 6 — загальноосвітній заклад міста Черкаси.

## Історія
Школа має давню історію, заснована вона була 1901 року. В той час на вимогу страйкарів цвяхово-болтового заводу було одержано право відкрити школу в районі Казбету, а саме Піонерському провулку. Пізніше, 1914 року, школа, що на той час називалася нижчою фабрично-заводською, розташовувалася по вулиці Олександрівській б.159 (нині бульвар Шевченка). А з 1933—1934 навчального року заклад набуває статусу середньої школи. 1937 року на базі окремих семирічних класів до неї приєдналися старші класи школи № 10, і вже 1939 року відбувся перший випуск 10-го класу на чолі з директором Череванем І. М. у новому приміщенні по вулиці Пушкіна б.27.
Під час Другої світової війни приміщення школи німцями було перетворено на стайню. Після відновлення радянської влади на початку 1944 року у місті почало працювати 8 шкіл, серед яких була і № 6. 1967 року до школи повністю приєднують школу № 10. А вже 1971 року вона відсвяткувала новосілля у новій будові по вулиці Гоголя, б.123, де і до сьогодні продовжує свою освітянську діяльність.
Починаючи з 1939 року, керівництво школою здійснювали:
- Черевань І. М.
- Чмельов М. А.
- Кальніцький Григорій Якович 1971-?
- Павлюкова Валентина Миколаївна
- Білошицька Лариса Гаврилівна
- Даник Олексій Андріанович
- Коваленко Геннадій Анатолійович
- Чепурна Наталія Миколаївна[1]
- Ляшенко Олександр Григорович
- Дунаєва Людмила Олександрівна
- Поліщук Михайло Іванович ?-2012
- Кравченко Ірина Степанівна 2012-2016
- Шарапа Іван Дмитрович з 2016

## Структура
Зараз у школі працює 24 навчальних кабінети, майстерні по металу та дереву, 2 кабінети інформатики, кабінет обслуговуючої праці, актовий зал, спортивний зал, бібліотека, їдальня та медичний кабінет.
Педагогічний колектив складається із 40 педагогів, з них 21 мають вищу категорію, 6 першу категорію, 3 другу категорію, 6 мають звання «учитель-методист» та 10 — «старший учитель».
Школа тісно співпрацює із Черкаським крайовим товариством Українського козацтва, яке активно долучається до заходів, спрямованих на виховання глибокого розуміння та формування особистісного ставлення до історичного минулого та громадянської самосвідомості учнівської молоді. У жовтні 2014 року укладений договір про співпрацю з Черкаським національним університетом заради розвитку моделі козацьких ліцейних класів в школі з перспективою утворення козацького ліцею. Спільно з Науково-методичним центром екскурсій і туризму Черкаського національного університету започаткований науково-пошуковий проект «Історико-біологічна картографія козацтва Черкаського регіону — центру України XV—XXI Століть».